# Dolmen de la Tailladisse
Le dolmen de la Tailladisse est situé à Pelouse, dans le département français de la Lozère.

## Description
La nature mégalithique du site est incertaine, il pourrait s'agir d'un chaos naturel. La « table de couverture » mesure 5 m de long sur 2,80 m au plus large et son épaisseur est de 1 à 1,50 m. Son poids est estimé à plus de 80 tonnes. La pierre comporte en surface une cuvette naturelle de forme ovale d'où partent deux rigoles artificielles vers le bord ouest/nord-ouest de la dalle. La pierre repose sur plusieurs autres blocs de grande taille, de respectivement 2,40 m, 2 m et 3 m, dont la disposition ne semble pas intentionnelle. Tous les blocs sont en granite.